# El Casot (Rellinars)
El Casot és una muntanya de 418 metres que es troba al municipi de Rellinars, a la comarca del Vallès Occidental.